# مبرهنة شيفا

مبرهنة سيفا، الحالة الأولى: تلتقي المستقيمات الثلاثة عند نقطة داخل المثلث.

مبرهنة سيفا، الحالة الثانية: تلتقي المستقيمات الثلاثة عند نقطة خارج المثلث.

في الهندسة الإقليدية، تعد مبرهنة سيفا من أشهر المبرهنات الرياضية.
إذا كان ABC مثلثا وكانت النقاط D و E و F تقعن على الأضلاع BC و AC و AB على التوالي، فإن المستقيمات AD و BE و CF تتقاطع في نقطة واحدة O إذا وفقط إذا كان:
{\displaystyle {\frac {AF}{FB}}\cdot {\frac {BD}{DC}}\cdot {\frac {CE}{EA}}=1}
قدم جيوفاني سيفا برهاناً لهذه المبرهنة في عام 1678.
جيوفاني سيفا رياضي إيطالي تخصص في الهندسة واشتهر بهذه المبرهنة، وإن كانت المبرهنة قد برهنت سابقاً من قبل العالم يوسف المؤتمن بن هود ملك طائفة سرقسطة في القرن الحادي عشر ميلادي.

## الصيغة المثلثية للمبرهنة
هناك صيغة مثلثية مشابهة لمبرهنة سيفا، إذا كان ABC مثلث وكانت النقاط D,E,F تقع على الأضلاع BC,AC,AB على الترتيب، فإن المستقيمات AD,BE,CF تتقاطع في نقطة واحدة O إذا وفقط إذا كان:
{\displaystyle {\frac {\sin \angle ACF}{\sin \angle FCB}}\times {\frac {\sin \angle BAD}{\sin \angle DAC}}\times {\frac {\sin \angle CBE}{\sin \angle EBA}}=1}.

## تطبيقات
نذكر هنا أهم النتائج المباشرة من هذه المبرهنة:

### المتوسطات

المتوسطات ومركز الثقل.

تلتقي متوسطات المثلث الثلاثة في نقطة واحدة تعرف بالنقطة الوسطى أو مركز ثقل المثلث.
البرهان:
في المثلث AD,BE,CF : ABC متوسطات تنصف الأضلاع BC,CA,AB عند النقاط D,E,F على الترتيب.
المطلوب: لكي تتقاطع المتوسطات في نقطة واحدة لا بد أن يتحقق:
{\displaystyle {\frac {AF}{FB}}\cdot {\frac {BD}{DC}}\cdot {\frac {CE}{EA}}=1}
نلاحظ أن النقطة F منتصف {\displaystyle {\frac {AF}{FB}}=1\Leftarrow AF=FB\Leftarrow AB\,}
كذلك الأمر مع النقطتين D,E منتصف
{\displaystyle {\frac {BD}{DC}}=1,{\frac {CE}{EA}}=1\Leftarrow BC,CA\,}
ومن الواضح أن {\displaystyle 1.1.1=1\,} وبالتالي فإن متوسطات المثلث AD,BE,CF تلتقي في نقطة واحدة.

### منصفات الزوايا

تقاطع منصفات الزوايا في مركز الدائرة المحيطة بالمثلث

تلتقي منصفات الزوايا في نقطة واحدة، هذه النقطة مركز الدائرة الداخلية التي تمس أضلاع المثلث.
البرهان:
في المثلث AD,BE,CF : ABC منصفات للزوايا A,B,C على الترتيب.
المطلوب: لكي تتقاطع منصفات الزوايا في نقطة واحدة لا بد أن يتحقق:
{\displaystyle {\frac {AF}{FB}}\cdot {\frac {BD}{DC}}\cdot {\frac {CE}{EA}}=1}
باستخدام مبرهنة منصف الزاوية ينتج لدينا:
{\displaystyle {\frac {AF}{FB}}={\frac {AC}{BC}},{\frac {BD}{DC}}={\frac {AB}{AC}},{\frac {CE}{EA}}={\frac {BC}{AB}}}
{\displaystyle \Rightarrow {\frac {AF}{FB}}\cdot {\frac {BD}{DC}}\cdot {\frac {CE}{EA}}={\frac {AC}{BC}}\cdot {\frac {AB}{AC}}\cdot {\frac {BC}{AB}}=1}
ولهذا فإن منصفات الزوايا تلتقي في نقطة واحدة.

### الارتفاعات

نقطة تقاطع الارتفاعات في مثلث تسمى المركز القائم

تلتقي ارتفاعات المثلث في نقطة واحدة تعرف بملتقى الارتفاعات أو المركز القائم.
البرهان:
في المثلث AD,BE,CF : ABC ارتفاعات أقدامها D,E,F على الترتيب.
المطلوب: لكي تتقاطع ارتفاعات المثلث في نقطة واحدة لا بد أن يتحقق:
{\displaystyle {\frac {AF}{FB}}\cdot {\frac {BD}{DC}}\cdot {\frac {CE}{EA}}=1}
المثلثان CDO,AFO متشابهان (زاويتان قائمتان وزاويتان متقابلتان بالرأس)ومن التشابه ينتج:
{\displaystyle {\frac {AF}{DC}}={\frac {AO}{CO}}}
أيضاً المثلثان CEO,BFO متشابهان وكذلك المثلثان AEO,BDO متشابهان ومن التشابهات ينتج:
{\displaystyle {\frac {BD}{EA}}={\frac {BO}{AO}},{\frac {CE}{FB}}={\frac {CO}{BO}}}
{\displaystyle \Rightarrow {\frac {AF}{FB}}\cdot {\frac {BD}{DC}}\cdot {\frac {CE}{EA}}={\frac {AF}{DC}}\cdot {\frac {BD}{EA}}\cdot {\frac {CE}{FB}}={\frac {AO}{CO}}\cdot {\frac {BO}{AO}}\cdot {\frac {CO}{BO}}=1}
وبهذا تلتقي ارتفاعات المثلث في نقطة واحدة.

## البرهان
في البداية سنثبت أنه إذا كانت المستقيمات AD,BE,CF تتقاطع في نقطة واحدة فإن {\displaystyle {\frac {AF}{FB}}\cdot {\frac {BD}{DC}}\cdot {\frac {CE}{EA}}=1}
.
لنبدأ مع الضلع {\displaystyle BC\,} في المثلث نلاحظ أن:
المثلثان {\displaystyle DOC,BOD\,} لهما نفس الارتفاع وليكن {\displaystyle h\,}، إذا:
{\displaystyle {\frac {Area_{BOD}}{Area_{DOC}}}={\frac {{\frac {1}{2}}h.BD}{{\frac {1}{2}}h.DC}}}
{\displaystyle \Rightarrow {\frac {Area_{BOD}}{Area_{DOC}}}={\frac {BD}{DC}}}
أيضاً المثلثان {\displaystyle DAC,BAD\,} لهما ارتفاع واحد لذا:
{\displaystyle {\frac {Area_{BAD}}{Area_{DAC}}}={\frac {BD}{DC}}}
وصلنا إلى أن {\displaystyle {\frac {BD}{DC}}={\frac {Area_{BAD}}{Area_{DAC}}}={\frac {Area_{BOD}}{Area_{DOC}}}} ومن خصائص التناسب نصل إلى:
{\displaystyle {\frac {BD}{DC}}={\frac {Area_{BAD}-Area_{BOD}}{Area_{DAC}-Area_{DOC}}}={\frac {Area_{AOB}}{Area_{AOC}}}}
بطريقة مشابهة مع الضلعين {\displaystyle AB,AC\,} نصل إلى:
{\displaystyle {\frac {AF}{FB}}={\frac {Area_{AOC}}{Area_{BOC}}},{\frac {CE}{EA}}={\frac {Area_{BOC}}{Area_{AOB}}}}
{\displaystyle \Rightarrow {\frac {AF}{FB}}\cdot {\frac {BD}{DC}}\cdot {\frac {CE}{EA}}={\frac {Area_{AOC}}{Area_{BOC}}}.{\frac {Area_{AOB}}{Area_{AOC}}}.{\frac {Area_{BOC}}{Area_{AOB}}}=1}
وهو المطلوب.
بقي الآن أن ثبت الإتجاه المعاكس أي إذا كانت {\displaystyle {\frac {AF}{FB}}\cdot {\frac {BD}{DC}}\cdot {\frac {CE}{EA}}=1} فإن المستقيمات AD,BE,CF تتقاطع في نقطة واحدة.
لتكن O نقطة تقاطع المستقيمين BE,CF سنثبت أن المستقيم AD يمبر بالنقطة O، نرسم المستقيم AO الذي يقطع BC في النقطة 'D، إذا أثبتنا أن D = 'D فإن AD سيكون نفسه 'AD الذي يمر عبر النقطة O وبالتالي يتحقق المطلوب.
المستقيمات AD',BE,CF تتقاطع في O بتطبيق مبرهنة سيفا (الاتجاه الأول):
{\displaystyle {\frac {AF}{FB}}\cdot {\frac {BD'}{D'C}}\cdot {\frac {CE}{EA}}=1}
ومن المعطيات:
{\displaystyle {\frac {AF}{FB}}\cdot {\frac {BD}{DC}}\cdot {\frac {CE}{EA}}=1}
{\displaystyle \Rightarrow {\frac {BD'}{D'C}}={\frac {BD}{DC}}}
{\displaystyle \Rightarrow {\frac {BD'}{D'C}}+1={\frac {BD}{DC}}+1\Rightarrow {\frac {BD'}{D'C}}+{\frac {D'C}{D'C}}={\frac {BD}{DC}}+{\frac {DC}{DC}}}
{\displaystyle \Rightarrow {\frac {BD'+D'C}{D'C}}={\frac {BD+DC}{DC}}\Rightarrow {\frac {BC}{D'C}}={\frac {BC}{DC}}}
{\displaystyle \Rightarrow D'C=DC\Rightarrow D'=D}
وبذلك يتحقق المطلوب.

## اقرأ أيضاً
- مبرهنة منصف الزاوية
- مبرهنة ستيوارت
- مبرهنة مينلاوس
- مبرهنة فيفياني

## وصلات خارجية
- مبرهنة سيفا في شبكة رمز للرياضيات